# Bahnhof Berlin-Grünau
Der Bahnhof Berlin-Grünau ist ein Bahnhof im Ortsteil Grünau des Bezirks Treptow-Köpenick an der Bahnstrecke Berlin–Görlitz. Die Station setzt sich aus den beiden betrieblich eigenständigen Bahnhöfen Berlin-Grünau an den Ferngleisen der Görlitzer Bahn und Berlin-Grünau (S-Bahn) an der parallel hierzu verlaufenden S-Bahn-Strecke von Berlin Ostkreuz nach Königs Wusterhausen. Im Personenverkehr wird er von den Zügen der S-Bahn Berlin genutzt. Für die Fernbahn ist Berlin-Grünau ein Betriebsbahnhof. Verbindungsstrecken führen vom Bahnhof zum Berliner Außenring, der am Grünauer Kreuz nördlich des Bahnhofs die Görlitzer Bahn kreuzt. Im Südteil des Bahnhofs zweigte eine Güterstrecke zum Flughafen Schönefeld ab, die 2011 durch die neue Verbindung zum Flughafen Berlin Brandenburg ersetzt wurde. Das ursprüngliche Empfangsgebäude des Bahnhofs auf der Südostseite der Anlagen ist erhalten geblieben und steht unter Denkmalschutz.

## Geschichte
Die Görlitzer Bahn gehörte zu den zahlreichen Vorhaben des „Eisenbahnkönigs“ Bethel Henry Strousberg, die dieser ab den 1860er Jahren in Angriff nahm. Der Haltepunkt Grünau war bei der Eröffnung der Görlitzer Bahn am 13. September 1866 der erste Unterwegshalt jenseits von Berlin. Er verfügte zunächst über einen Seitenbahnsteig auf der Ostseite. Zwei Jahre nach der Eröffnung ließ Strousberg von Grünau aus eine Pferdebahn zur Bewirtschaftung des Guts Diepensee anlegen. Durch seine Lage am Langen See entwickelte sich der Ort zum schnell zu einem begehrten Ausflugsziel der Berliner. Die Berlin-Görlitzer Eisenbahn-Gesellschaft (BGE) kam dem starken Ausflugsverkehr mit der Einlegung zusätzlicher Züge zwischen Berlin und Grünau nach. 1874 baute die BGE den Abschnitt zweigleisig aus. Am 17. September 1890 war das zweite Gleis von Grünau nach Königs Wusterhausen fertiggestellt.

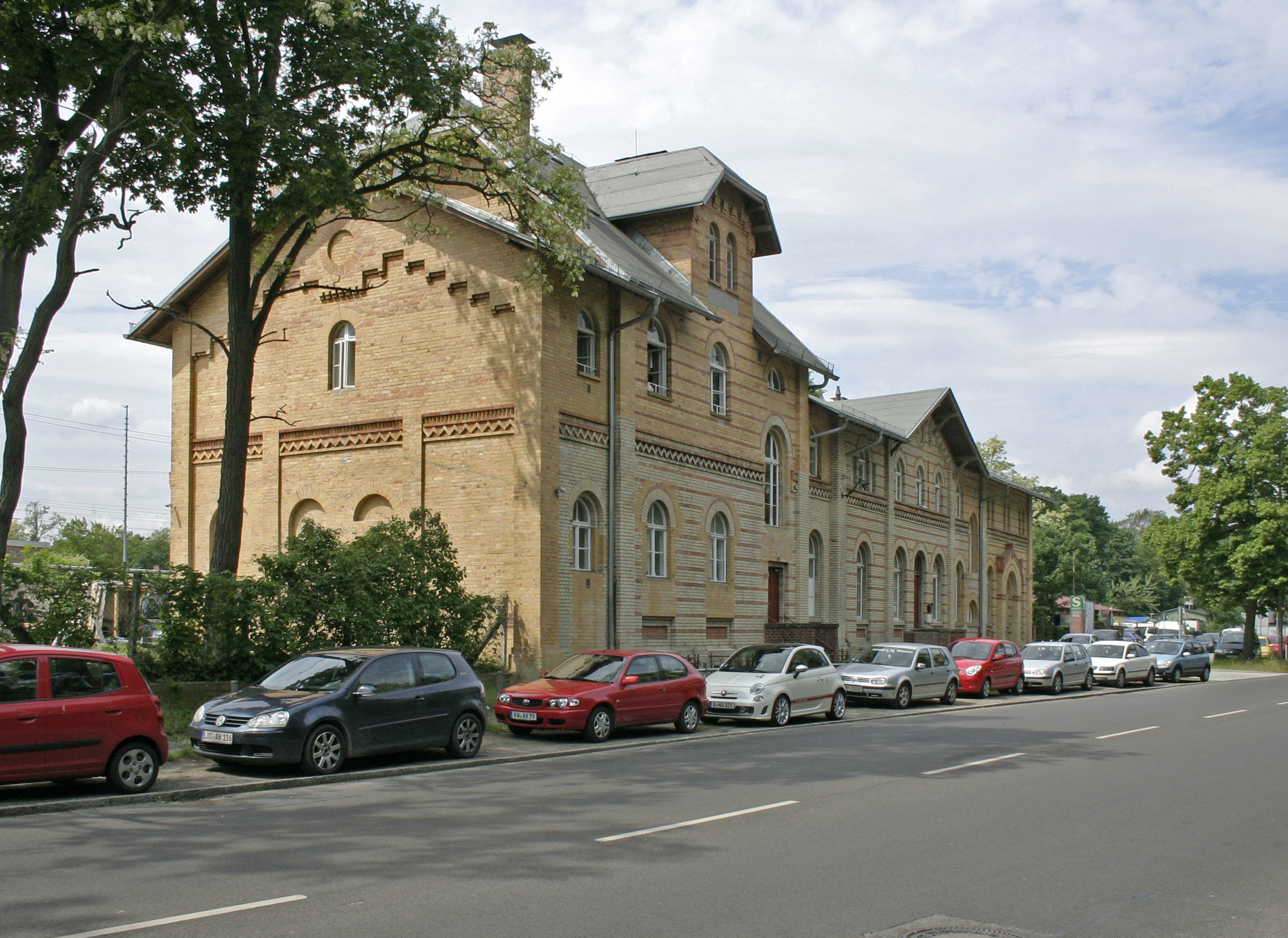
Ehemaliges Empfangsgebäude am Adlergestell, 2018

In den Jahren 1888–1889 erhielt der Bahnhof ein zweigeschossiges Empfangsgebäude in Backsteinbauweise. Der Bau steht südlich der heutigen Bahnsteige am Adlergestell in Höhe der Einmündung Kurfürstenallee. Um 1900 entstand anstelle der beiden Seitenbahnsteige ein Mittelbahnsteig mit Fußgängerunterführung zum Adlergestell. Die Anlage wurde bereits 1906 wieder entfernt. Hintergrund war der viergleisige Ausbau der Görlitzer Bahn bis Grünau und die Hochlegung des Bahnkörpers auf einen Damm. Der Bahnhof erhielt etwas nördlicher je einen Mittelbahnsteig an den Ferngleisen (Bstg B) und dem neuen Vorortgleispaar (Bstg A). Durch den Ausbau befand sich das Empfangsgebäude nun am Südende des Bahnsteigs in Randlage. Die neue Schalterhalle befand sich unterhalb der Gleise am Nordende der Bahnsteige. Der Bau des Fernbahnsteigs war erforderlich, da die über Grünau hinaus bis Königs Wusterhausen verkehrenden Vorortzüge weiterhin ab Berlin Görlitzer Bahnhof einsetzten und daher auf den Ferngleisen verblieben. Die über die Vorortgleise verkehrenden Züge kamen hingegen von der Berliner Ringbahn. Die für den Dammbau benötigten Erdmassen entnahm man dem nahegelegenen Falkenberg. Am 29. September 1908 gingen die hochgelegten Ferngleise in Betrieb, am 1. Mai 1909 folgten die Vorortgleise. Südlich des Bahnhofs wurde für die Vorortzüge die Betriebswerkstatt Grünau errichtet, von der aus am 1. Mai 1910 die ersten Züge Richtung Berlin eingesetzt wurden.
Am 1. Mai 1911 erhielt der Bahnhof die Bezeichnung Grünau (Mark). Infolge des Groß-Berlin-Gesetzes befand sich der Bahnhof seit dem 1. Oktober 1920 innerhalb der Grenzen Groß-Berlins. Die Fortsetzung der Vorortgleise von Grünau bis Königs Wusterhausen war 1912 im Planstadium, das Vorhaben wurde wegen des Ersten Weltkrieges nicht umgesetzt. Im Rahmen der „Großen Elektrisierung“ der Berliner Stadt-, Ring- und Vorortbahnen wurden die Vorortgleise der Görlitzer Bahn in der zweiten Hälfte der 1920er Jahre elektrifiziert und am 6. November 1928 der elektrische Betrieb der späteren „S-Bahn“ aufgenommen. Für den Bau mussten unter anderem das Bahnbetriebswerk umgebaut und die Bahnsteige auf 96 Zentimeter angehoben werden. Nach der Elektrifizierung setzten die meisten Vorortzüge nach Königs Wusterhausen erst ab Grünau ein, nur wenige fuhren ab Görlitzer Bahnhof.
Die Bezeichnung Berlin-Grünau erhielt der Bahnhof am 1. Oktober 1929. Für die Olympischen Sommerspiele 1936 wurden in einem Holzvorbau am Nordende zusätzliche Passimeter aufgestellt. Seit etwa 1935 befand sich am Nordende der ehemaligen Gutsbahn Diepensee in der Gründerstraße ein Bahnsteig mit Abfertigungshäuschen. Die Henschel Flugzeug-Werke (HFW) nutzten die Gutsbahn ab dieser Zeit als Werkbahn und richteten ein Werkpersonenverkehr zwischen Grünau und dem Werk in Schönefeld ein. Die Betriebsführung übertrugen die HFW der Firma Vering & Waechter, die die Neukölln-Mittenwalder Eisenbahn (NME) mit der Durchführung beauftragten. Über eine Gleisverbindung war die Henschelbahn mit dem Bahnhof Berlin-Grünau verbunden.
Die von der Reichsbahnbaudirektion Berlin 1937–1941 herausgearbeiteten Pläne für den Ausbau des Eisenbahnnetzes in Berlin im Rahmen der Germania-Planungen sahen weiterhin die Verlängerung der S-Bahn-Gleise bis Königs Wusterhausen vor. Über den Fortschritt der Arbeiten liegen unterschiedliche Angaben vor, einige sprechen lediglich von durchgeführten Erdarbeiten, andere davon, dass das dritte und teilweise das vierte Gleis zwischen Grünau und Eichwalde bereits verlegt waren. Nördlich des Bahnhofs kreuzte ab 1941 der Güteraußenring die Görlitzer Bahn. Für die Verbindungskurven aus Richtung Grünau sollte die Überführung Richterstraße am Nordkopf um vier weitere Überbauten verlängert werden, von denen einer für die Verbindungskurve Grünau – Altglienicke zunächst in Betrieb ging.

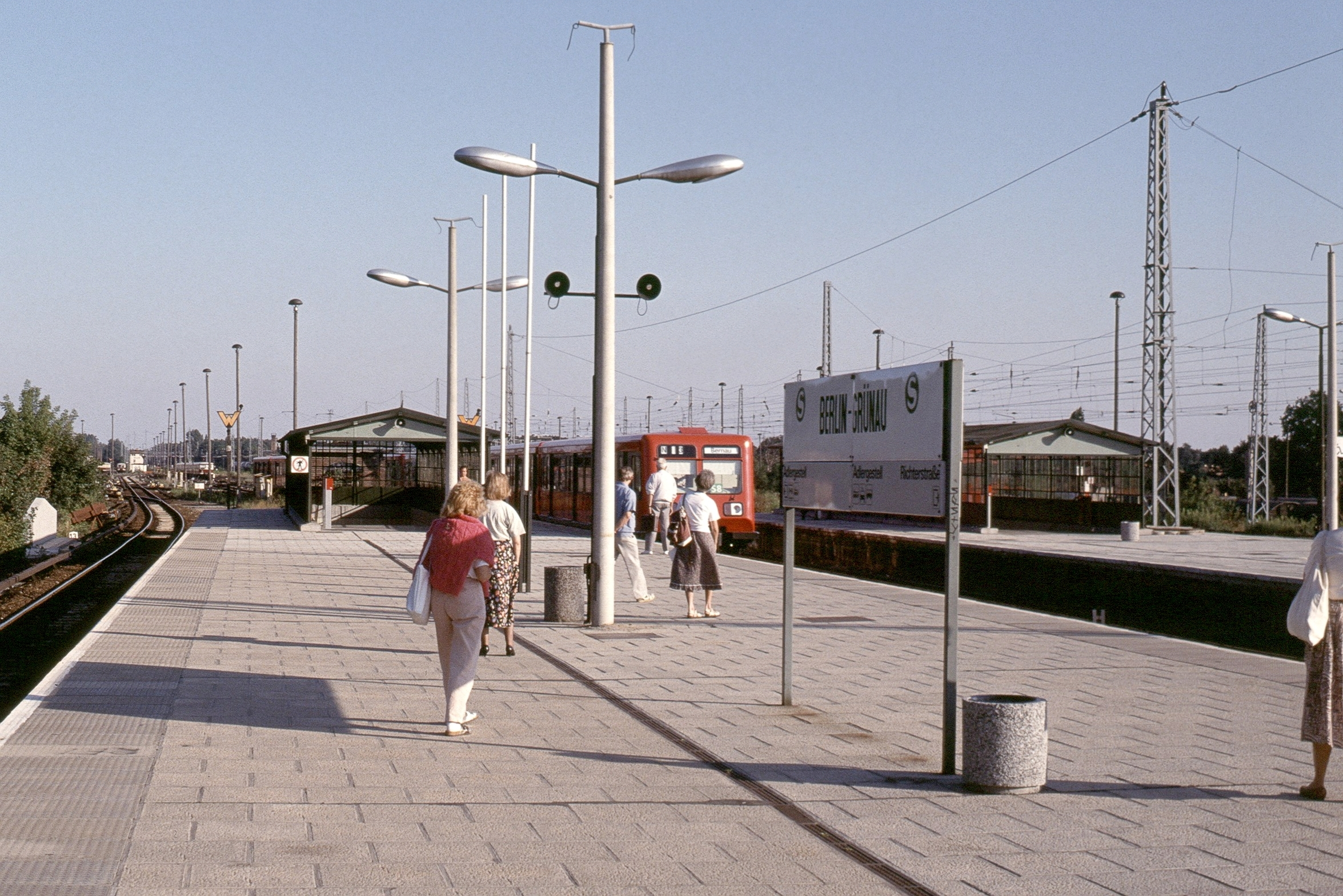
Bahnhof Grünau mit S-Bahn-Zug der Baureihe 485, 1991

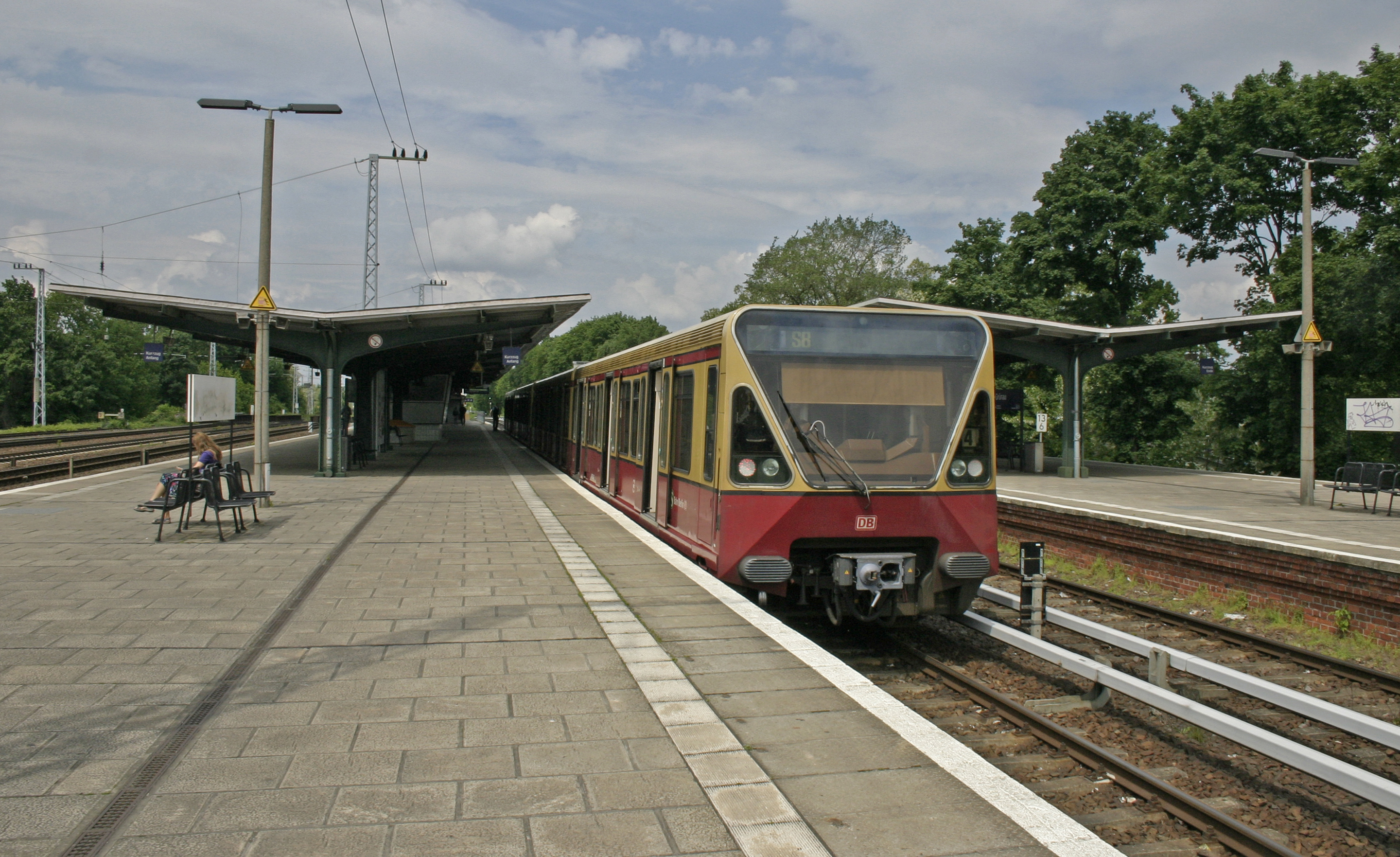
Bahnsteige und S-Bahn-Zug der Baureihe 480, 2018

Das ehemalige Empfangsgebäude wurde ab 1946 von mehreren Reichsbahndienststellen genutzt, spätestens ab 1947 war der Südostausgang geschlossen. Am 4. Mai desselben Jahres ging die Verbindungskurve Grünau – Wendenheide zum nördlichen Güteraußenring in Betrieb. Für die Umlenkerverkehre von der Anhalter und Dresdener Bahn nach Ost-Berlin kam um die gleiche Zeit der Plan auf, den Bahnsteig B für Fernzüge auf 260 Meter zu verlängern. Das Vorhaben wurde nicht umgesetzt. Stattdessen ging im darauf folgenden Jahr zwischen den beiden Verbindungskurven zum Güteraußenring in Höhe der beiden Vorortbahnsteige ein provisorischer dritter Bahnsteig C in Betrieb. Dieser war von der Richterstraße und nach ebenerdiger Kreuzung der Verbindungskurve nach Altglienicke zu erreichen. Ab dem 15. Juni 1948 setzte die Reichsbahn von hier aus Triebwagen nach Kaulsdorf sowie ab 26. Juli 1948 nach Lichtenrade ein. Bis Herbst 1948 erwog die Reichsbahn die Elektrifizierung der Verbindung nach Kaulsdorf für den elektrischen S-Bahn-Betrieb, setzte das Vorhaben aber nicht um. Im März 1949 stellte sie den Verkehr nach Kaulsdorf ein. Ab dem 17. August 1949 waren auch Triebwagenverkehre über Schönefeld nach Mittenwalde möglich. Die Fahrten nach Lichtenrade wurden am 8. Oktober 1950 eingestellt, die nach Mittenwalde kurz darauf.
Um den in den Westsektoren gelegenen Görlitzer Bahnhof schließen zu können, verlängerte die Reichsbahn die elektrische S-Bahn am 30. April 1951 bis Königs Wusterhausen. Da die zu Kriegszeiten verlegten Vorortgleise Reparationen zum Opfer fielen, versah die Reichsbahn das Ferngleis Königs Wusterhausen – Grünau mit der Stromschiene, das fortan nur dem S-Bahn-Verkehr diente. Der Bahnsteig B wurde im Rahmen der Elektrifizierung an die Vorortgleise angeschlossen und von der S-Bahn weiter genutzt. Anlässlich der Weltfestspiele der Jugend und Studenten bekam der nördliche Zugang im gleichen Jahr eine großzügige Schalterhalle mit mehreren Schaffnerwannen. Der später erfolgte Einbau von Schwingtüren und Aufbau eines Obergeschosses vervollständigten den Bau. Am 22. Mai 1955 nahm die Reichsbahn den Triebwagenverkehr auf dem südlichen Güteraußenring ab Grünau nach Großziethen wieder auf. Die Züge hielten in Grünau an einem an der Verbindungskurve nach Altglienicke neu errichteten Bahnsteig (Berlin-Grünau Hp) westlich der Richterstraße. Der Bahnsteig wurde bis zur Einstellung der Verbindung am 31. Mai 1958 genutzt und die Reste 1981 abgetragen.
Nach dem Mauerbau am 13. August 1961 entwickelte sich die Ringbahn mit der südöstlich anschließenden Görlitzer Bahn zur Nord-Süd-Achse im Ost-Berliner S-Bahn-Netz. Die Züge, die zuvor noch teilweise über die Ringbahn in den Westteil der Stadt geleitet wurden, mussten nun entlang der Görlitzer Bahn aussetzen. Grünau wurde dabei zeitweilig Endpunkt der Zuggruppen N (Bernau – Grünau) und D (Alexanderplatz – Grünau). Die Zuggruppe H (Friedrichstraße – Königs Wusterhausen) fuhr durch.
Für den Güterverkehr zum Flughafen Berlin-Schönefeld wurde 1963 eine Eisenbahnstrecke vom Bahnhof Grünau aus südlich von Berlin-Bohnsdorf zum Flughafen führend eröffnet. Sie ersetzte die frühere Henschelbahn, die Ende der 1950er Jahre außer Betrieb gegangen war.
Im Frühjahr 1989 wurden die südöstlichen Treppenaufgänge in die Sanierung der Bahnsteige mit einbezogen und der Südostausgang nach Abschluss der Arbeiten 1990 wieder geöffnet. Der Verkehr nach Königs Wusterhausen wurde ab 1994 auf den Südring hin verschoben, wogegen die Züge, die die östliche Ringbahn nutzten, in Grünau endeten. Das Bahnbetriebswerk wurde in den Jahren 1996 bis 1998 für eine vorübergehende Sanierung geschlossen. Seit 2005 regelt ein elektronisches Stellwerk (ESTW) die Gleisanlagen am Bahnhof, die alten noch besetzten Stellwerke Gaw und Gas wurden mit Eröffnung des neuen geschlossen.
Im Jahr 2011 ging die Bahnstrecke Glasower Damm Ost–Bohnsdorf Süd, eine Verbindung von der Görlitzer Bahn über den neuen Flughafen Berlin Brandenburg zum Berliner Außenring in Betrieb. Sie erhielt auch eine Verbindungskurve nach Berlin-Grünau und ersetzt in diesem Bereich die Güterstrecke nach Schönefeld Süd.
Das auf dem Gelände der Betriebswerkstatt, südöstlich der Waschhalle, gelegene Gebäude des ehem. Wärterstellwerks Gaw wurde im März 2020 abgerissen. Die Stellwerkstechnik selbst war bereits seit dem 1. August 2005 außer Betrieb.

## Anbindung
Der viergleisige an der Görlitzer Bahn gelegene Durchgangsbahnhof ist montags bis freitags Endpunkt der Linie S85 und wird darüber hinaus von der Linie S8 bedient, die weiter bis Wildau fährt, sowie von der Linie S46, die weiter bis Königs Wusterhausen durchfährt.
Seit dem 11. Juni 1909 bestand am Bahnhof Grünau eine Umsteigemöglichkeit zur Linie 2 der Städtischen Straßenbahn Cöpenick. Die am 9. März 1912 eröffnete Schmöckwitz–Grünauer Uferbahn hat ebenfalls am Bahnhof ihren Ausgangspunkt. 1926 wurden beide Linien zur Linie 86 vereint, die heute als Linie 68 im Netz der Berliner Straßenbahn verkehrt.
Darüber hinaus halten die Omnibuslinien 163, 263 und 363 sowie die Nachtlinien N63 und N68 der Berliner Verkehrsbetriebe am Bahnhof.
| Linie | Verlauf | Takt in der HVZ |
| ----- | --- | --------------- |
|       | Westend – Messe Nord/ZOB – Westkreuz – Halensee – Hohenzollerndamm – Heidelberger Platz – Bundesplatz – Innsbrucker Platz – Schöneberg – Südkreuz – Tempelhof – Hermannstraße – Neukölln – Köllnische Heide – Baumschulenweg – Schöneweide – Johannisthal – Adlershof – Grünau – Eichwalde – Zeuthen – Wildau – Königs Wusterhausen \|\| 20 min                                                                                   |                 |
|       | Birkenwerder – Hohen Neuendorf – Bergfelde – Schönfließ – Mühlenbeck-Mönchmühle – Blankenburg – Pankow-Heinersdorf – Pankow – Bornholmer Straße – Schönhauser Allee – Prenzlauer Allee – Greifswalder Straße – Landsberger Allee – Storkower Straße – Frankfurter Allee – Ostkreuz – Treptower Park – Plänterwald – Baumschulenweg – Schöneweide – Johannisthal – Adlershof – Grünau (– Eichwalde – Zeuthen – Wildau) \|\| 20 min |                 |
|       | Frohnau – Hermsdorf – Waidmannslust – Wittenau (Wilhelmsruher Damm) – Wilhelmsruh – Schönholz – Wollankstraße – Bornholmer Straße – Schönhauser Allee – Prenzlauer Allee – Greifswalder Straße – Landsberger Allee – Storkower Straße – Frankfurter Allee – Ostkreuz – Treptower Park – Plänterwald – Baumschulenweg – Schöneweide (– Johannisthal – Adlershof – Grünau) \|\| 20 min (nur Mo–Fr)                                  |                 |